# 聯合國大會第1541號決議
聯合國大會第一五四一(十五)號決議（United Nations General Assembly Resolution 1541 (XV)）是联合国大会于1960年12月15日所通過的联合国会员国确定是否负有义务递送联合国宪章第七十三条（辰）款规定的情报所应遵循的原则。

## 外部連結
- 联合国大会1541号决议 （页面存档备份，存于）